# Le ali di Honneamise
Le ali di Honneamise (王立宇宙軍 オネアミスの翼?, Ōritsu uchūgun - Oneamisu no tsubasa, lett. "Armate Spaziali Imperiali - Le ali di Honneamise") è un film d'animazione del 1987 scritto e diretto da Hiroyuki Yamaga. È il primo film di animazione prodotto dallo studio giapponese Gainax.

## Trama
(Riquinni Nonderaiko)
In un mondo immaginario alternativo, caratterizzato da una tecnologia paragonabile a quella degli anni sessanta del Novecento, Shirotsugh Lhadatt è un aspirante astronauta in una realtà che sempre più si disinteressa ai viaggi spaziali. Sullo sfondo vi è però lo scontro di due grandi nazioni, ed il progetto spaziale, da fallimentare e semiabbandonato, diventa col procedere degli eventi uno strumento di propaganda per la dimostrazione della supremazia di una superpotenza sull'altra.
In una situazione internazionale che procede lentamente verso la guerra, Shiro sa di essere un fallito e ormai senza ideali, ma dopo aver incontrato la giovane Riquinni Nonderaiko ed essersene innamorato, viene in contatto con l'assolutezza della sua fede e comincia ad interrogarsi sulle sue azioni e sullo scopo della sua vita.
Dopo mille difficoltà il lancio del primo astronauta viene effettuato: Shiro affronta quindi il suo viaggio senza ritorno nello spazio e una volta giunto in orbita lancia a tutto il mondo un grande messaggio di pace. Riquinni mentre all'angolo della strada sta facendo proselitismo per la salvezza dell'uomo, vede cadere la prima neve: forse sono le stelle che Shiro ha mandato per lei.

## Produzione
Il film, realizzato dalla neonata Gainax con il finanziamento di Makoto Yamashina (un produttore della Bandai rimasto favorevolmente colpito da un breve film pilota prodotto dai membri dello studio) fu un progetto ambizioso. Il suo costo superò gli 800 milioni di yen, rendendolo, seppure per un breve periodo, il film d'animazione giapponese più costoso mai realizzato. Rappresenta lo stato dell'arte sul finire degli anni '80 per quanto riguarda le tecniche di animazione e l'originalità della sceneggiatura.
La qualità del progetto si riflette anche nello staff: molti degli artisti, in particolare gli animatori, sarebbero divenuti molto famosi negli anni successivi, spesso fuori dalla Gainax. Fra questi, i registi Hideaki Anno, Mahiro Maeda, Tensai Okamura e Hiroyuki Kitakubo, il mangaka Tatsuya Egawa, l'animatore Ichiro Itano e i character designer Yoshiyuki Sadamoto, Toshihiro Kawamoto e Nobuteru Yūki. Le musiche furono composte da Ryūichi Sakamoto nello stesso anno in cui contribuì alla colonna sonora del film L'ultimo imperatore di Bernardo Bertolucci, che gli valse l'Oscar alla migliore colonna sonora.
Considerato dai membri dello studio come un'«esperienza formidabile», il film ebbe incassi deludenti al botteghino, portando ad un passo dal fallimento la Bandai, che tuttavia si riprese grazie alle vendite dell'edizione home video in VHS, riuscendo quasi a pareggiare i costi di produzione.
Il film è stato riproposto in versione 4K nei cinema giapponesi il 28 ottobre 2022 ed è stato poi pubblicato in Blu-ray il 4 novembre dello stesso anno.

## Edizione italiana
Il doppiaggio italiano del film, diretto da Stefania Patruno e basato sull'adattamento statunitense della Manga Entertainment, è stato edito dalla Manga Video e distribuito in VHS dalla Polygram Video nel 1995. Al momento non esiste un'edizione italiana in DVD del film.

## Sequel
Nonostante lo scarso successo del film, nel marzo del 1992 la Gainax aveva iniziato la pre-produzione di Blue Uru (蒼きウル?, Aoki Uru), un sequel di Honneamise, che avrebbe dovuto essere ambientato 50 anni dopo, scritto di nuovo da Yamaga con la regia affidata questa volta ad Hideaki Anno, che in Honnenamise era stato uno dei quattro direttori dell'animazione. La produzione fu abbandonata nel luglio dell'anno successivo, sia perché un lungometraggio era ormai al di là delle possibilità finanziarie dello studio, sia per l'indifferenza di Yamaga verso il progetto. L'idea tuttavia da allora non è mai stata definitivamente accantonata.
Nel settembre del 1998 la Gainax pubblicò un CD-ROM noto in inglese col nome di Blue Uru Frozen Designs Collection (蒼きウル 凍結資料集?) contenente diverse immagini e concept design, 134 pagine di storyboard e la sceneggiatura stessa del sequel. Dieci anni dopo, nel 2008, Yamaga ha dichiarato alla convention "Connichi", tenutasi a Kassel, in Germania, di essere in cerca di nuovi finanziatori per il progetto, con la speranza di ottenere un bugdet fissato nel 2009.
Nel marzo del 2013, la Gainax ha infine annunciato alla Tokyo International Anime Fair l'inizio della produzione di Blue Uru, con il ritorno di Yamaga alla sceneggiatura e alla regia e di Sadamoto al character design.